# Heloderma horridum
Heloderma horridum је гмизавац из реда Squamata.

## Угроженост
Ова врста није угрожена, и наведена је као последња брига јер има широко распрострањење.

## Распрострањење
Врста је присутна у Мексику и Гватемали.

## Станиште
Станишта врсте су шуме и брдовити предели од 400 до 1000 метара надморске висине.